# Catástrofe do ultravioleta

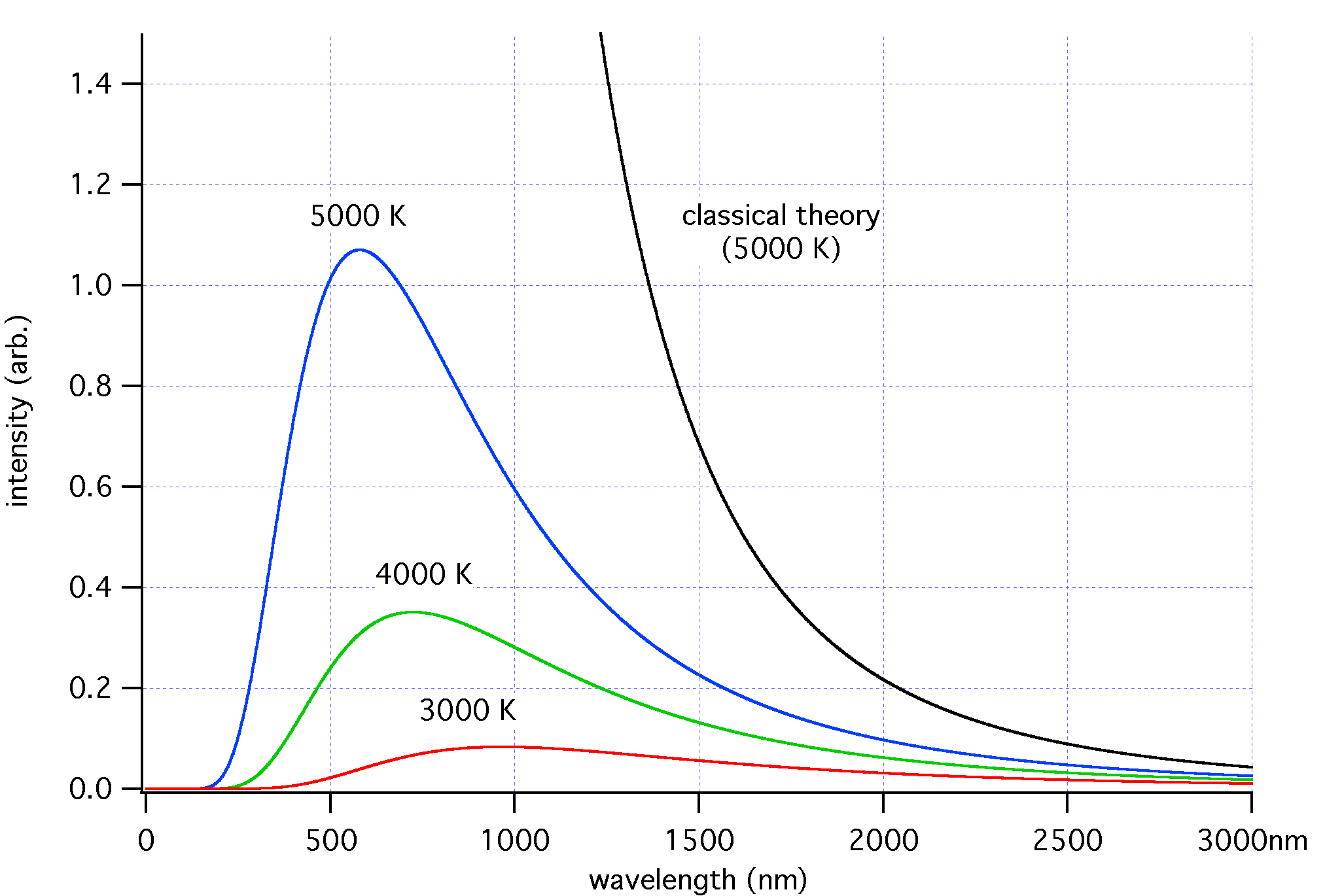
A catástrofe do ultravioleta é um erro em comprimentos de onda curtos na Lei de Rayleigh-Jeans

A catástrofe do ultravioleta, também chamada catástrofe de Rayleigh-Jeans, é uma falha da teoria clássica do electromagnetismo para explicar a emissão electromagnética de um corpo em equilíbrio térmico com o ambiente, ou um corpo negro. Foi uma previsão da física classica do final do século XIX e começo do século XX, que um corpo negro ideal no equílibrio térmico emite radiação com energia infinita.
O termo catástrofe do ultravioleta foi primeiramente usado em 1911 por (Paul Ehrenfest), apesar de o conceito ser utilizado em 1900 com a primeira derivação de dependência de {\displaystyle \lambda ^{-4}} da lei de Rayleigh-Jeans; a palavra "ultravioleta" refere-se ao fato de que o o problema aparece na região de pequeno comprimento de onda do espectro eletromagnético. Desde a primeira aparição desse termo, ele tem sido, também, utilizado para previsões de natureza similar, como um quantum eletrodinâmico e em casos como a divergência ultravioleta.
De acordo com as previsões do electromagnetismo clássico, um corpo negro ideal em equilíbrio térmico deve emitir uma certa quantidade de energia em cada frequência. Quando se calcula a quantidade total de energia emitida de acordo com a teoria clássica, observa-se que para comprimentos de onda maiores a teoria clássica concorda com a observação experimental, mas para comprimentos de ondas menores a intensidade da radiação emitida tende para o infinito, que não concorda com os experimentos, daí o nome de catástrofe do ultravioleta. Teve-se, então, uma das primeiras indicações de que existia problemas irresolúveis no campo da física clássica. A solução para este problema levou ao desenvolvimento das primeiras formas de física quântica.

## Problema
A catástrofe do ultravioleta resulta do teorema da equipartição da
mecânica estatística classica que diz que todo oscilador harmônico de um sistema em equilíbrio tem uma média de energia de {\displaystyle kT}.
Um exemplo de A História das Ciências de Mason, ilustra a vibração de vários modos via uma peça de corda. Como uma onda estacionária, a corda oscilará com
som harmônico (as ondas estacionárias de uma corda em ressonância harmônica), dependente do comprimento da corda. Na mecânica clássica, um irradiador de energia atuará como um vibrador natural. E, desde que cada modo tenha a mesma energia, a maioria da energia em um vibrador natural estará com menores comprimentos de onda e maiores frequências, onde a maioria dos modos estão.
De acordo com electromagnetismo clássico, o número de modos eletromagnéticos em uma cavidade tridimensional por unidade de frequência é proporcional ao quadrado da frequência. Isso, consequentemente, implica que o irradiador de energia por unidade de frequência deve seguir a lei de Rayleigh-Jeans, e ser proporcional ao quadrado da frequência. Assim, tanto a energia em uma dada frequência como o total de energia irradiada será ilimitada, na medida em que maiores frequências são consideradas: Isso é claramente não físico, pois o total de energia irradiada da cavidade não é observado como sendo ilimitado, um assunto que foi tratado independentemente por Albert Einstein e por Rayleigh e James Hopwood  Jeans no ano de 1905.

## Solução
Em 1900, Max Planck resolveu o problema presumindo que a radiação eletromagnética só pode ser emitida ou absorvida em pacotes discretos, denominados quantum de energia.
{\displaystyle E_{quantum}=h\nu }
Onde:
- {\displaystyle h} é a constante de Planck,
- {\displaystyle \nu } é a frequência da luz .

As suposições de Planck resultaram na seguinte forma da função de distribuição espectral:
{\displaystyle R_{\nu }(\nu ,T)={\frac {8\pi h\nu ^{3}}{c^{3}}}{\frac {1}{\exp \left({\frac {h\nu }{k_{\mathrm {B} }T}}\right)-1}}}
Essa abordagem limita o número de modos excitáveis na cavidade mencionada, reduzindo a média de energia nesses níveis. A energia irradiada diminui para zero em frequências infinitas, resultando em uma previsão de energia total finita. A equação da energia irradiada para o corpo negro  estava coerente com experimentos conhecidos e passou a ser chamada de Lei de Planck de irradiação do corpo negro. Baseado em experimentos passados.
Planck também foi capaz de determinar o valor do seu parâmetro, agora chamado de constante de Planck. Os pacotes de energia foram posteriormente chamados de fótons, foram designados como peça chave na descrição quântica do eletromagnetismo.